# Dwergnetwants
De dwergnetwants (Campylosteira verna) is een wants uit de familie van de Tingidae (Netwantsen). De soort werd het eerst wetenschappelijk beschreven door Carl Fredrik Fallén in 1807.

## Uiterlijk
De wants hoort tot de kleinere insectensoorten en kan 1.5 tot 2.5 mm lang worden. Net als de andere netwantsen hebben de vleugels een fijnmazig netwerkpatroon van aders. In tegenstelling tot de andere netwantsen in Nederland laten de vleugels het middenstuk van het achterlijf meestal onbedekt. De soort kent soms langvleugelige individuen maar kortvleugelige dieren zijn algemener. De antennes zijn glad en onbehehaard en het laatste segment is vaak dikker dan de rest. 

## Leefwijze
De volgroeide wantsen zijn een groot deel van het jaar te vinden. In Nederland worden ze van maart tot oktober aangetroffen, het meest in april en mei. Ze leven tussen mos, vooral op sterrenmos (Mnium),  in drogere gebieden, zoals kalkgraslanden en dijkhellingen. Doordat ze zo klein zijn en verborgen leven worden ze vaak over het hoofd gezien. Er is één generatie per jaar en de volwassen wantsen overwinteren.       

## Leefgebied
De soort komt in heel Europa voor maar is in Nederland zeldzaam. Er zijn waarnemingen uit Zuid-Limburg, Gelderland, Utrecht, tot in Noord-Holland maar sinds 1980 lijkt hun aantal achteruit te gaan. 